# Норканово
Норка́ново (рос. Норканово, башк. Норҡан) — присілок у складі Янаульського району Башкортостану, Росія. Входить до складу Сандугачівської сільської ради.
Населення — 132 особи (2010; 143 у 2002).
Національний склад:
- удмурти — 98 %